# David Bollo
David Bollo, pseudonimo di David Humanes Muñoz (Arahal, 13 novembre 1996), è un calciatore spagnolo, difensore dell'Inter Escaldes.

## Carriera
Il 5 agosto 2020 viene acquistato a titolo definitivo per 350 000 euro dalla squadra armena dell'Ararat-Armenia.
Nell'estate del 2025 si trasferisce ad Andorra all'Inter Escaldes, con cui prende anche parte ai turni preliminari della UEFA Conference League 2025-2026.

## Statistiche

### Presenze e reti nei club
Statistiche aggiornate al 21 dicembre 2021.
| Stagione            | Squadra             | Campionato          | Campionato | Campionato | Coppe nazionali | Coppe nazionali | Coppe nazionali | Coppe continentali | Coppe continentali | Coppe continentali | Altre coppe | Altre coppe | Altre coppe | Totale | Totale |
| Stagione            | Squadra             | Comp                | Pres       | Reti       | Comp            | Pres            | Reti            | Comp               | Pres               | Reti               | Comp        | Pres        | Reti        | Pres   | Reti   |
| ------------------- | ------------------- | ------------------- | ---------- | ---------- | --------------- | --------------- | --------------- | ------------------ | ------------------ | ------------------ | ----------- | ----------- | ----------- | ------ | ------ |
| gen.-giu. 2019      | Slavia Sofia        | 1L                  | 11         | 0          | CB              | 0               | 0               |                    | -                  | -                  |             | -           | -           | 11     | 0      |
| 2019-gen. 2020      | Slavia Sofia        | 1L                  | 4          | 0          | CB              | 1               | 0               |                    | -                  | -                  |             | -           | -           | 5      | 0      |
| Totale Slavia Sofia | Totale Slavia Sofia | Totale Slavia Sofia | 15         | 0          |                 | 1               | 0               |                    | -                  | -                  |             | -           | -           | 16     | 0      |
| gen.-giu. 2020      | Acad. Clinceni      | L1                  | 11         | 0          | CR              | 0               | 0               |                    | -                  | -                  |             | -           | -           | 11     | 0      |
| 2020-2021           | Ararat-Armenia      | BC                  | 15         | 2          | CA              | 1               | 0               | UCL+UEL            | 1+2                | 0                  | SA          | 1           | 0           | 20     | 2      |
| 2021-2022           | Antequera           | SDR                 | 12         | 0          |                 | -               | -               |                    | -                  | -                  |             | -           | -           | 12     | 0      |
| Totale carriera     | Totale carriera     | Totale carriera     | 53         | 2          |                 | 2               | 0               |                    | 3                  | 0                  |             | 1           | 0           | 59     | 2      |

## Palmarès
- I-League: 1

Inter Kashi: 2024–2025